# Aufzugstestturm
Ein Testturm für Aufzüge (auch: Aufzugstestturm; Aufzugsforschungsturm) ist ein Turm, der als Zweckbau einem Aufzugshersteller bzw. Maschinenbauunternehmen auf dessen Gelände zum Testen neuer Aufzugstypen und Technologien sowie der Aufzugsforschung dient. Analog zu den immer höher gebauten Wolkenkratzern, Fernmelde- und Aussichtstürmem werden auch die Aufzugsforschungstürme immer höher. Die noch mögliche Höhe neuer Bauwerke hängt nicht zuletzt von zuverlässigen und komplexen Aufzugsanlagen als Schnellaufzüge über große Höhen und als Verteileraufzüge über Stockwerksblöcke ab, ohne die die immer höheren Rekordhochbauten nicht möglich sind. Das betrifft nicht nur Personenlifte, sondern immer mehr auch Lastenaufzüge, die mit hoher Nutzlast schnell die vielen Stockwerke versorgen können müssen.

## Aufzugstestanlagen

### Testtürme

#### Aufzugshersteller
Insbesondere die großen Aufzugs- und Maschinenbauunternehmen wie Otis, Schindler, Kone, Mitsubishi, Hyundai Elevator, Hitachi usw. betreiben derartige Testtürme in namhafter Höhe.

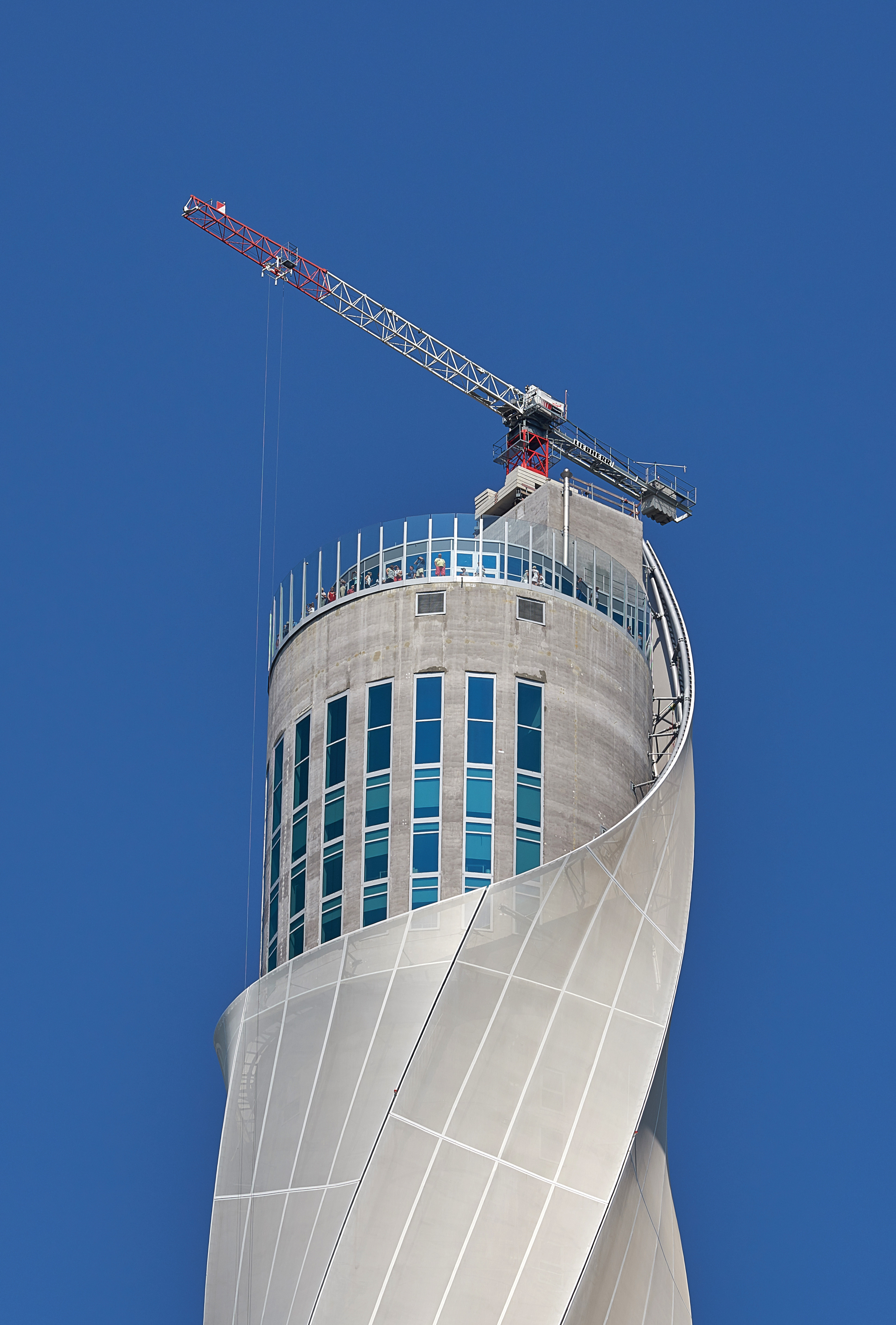
thyssenkrupp Testturm in Rottweil

Der aktuell höchste Aufzugstestturm ist der 2018 in Betrieb genommene thyssenkrupp Testturm in China, einen genauen Namen nennt thyssenkrupp nicht. Davor war es der im Dezember 2016 in Betrieb genommene 246 m hohe thyssenkrupp Testturm in Rottweil, ebenfalls von thyssenkrupp Elevator. Die Türme lösen damit den 213,5 Meter hohen G1Tower des Unternehmens Hitachi ab. Im Dezember 2010 wurde durch Hitachi ein 172,6 Meter Forschungsturm in Shanghai fertiggestellt, der der höchste Aufzugstestturm der Volksrepublik China war.

#### Komponentenhersteller
Aufzugstesttürme in Betrieb haben auch Hersteller von Aufzugskomponenten, wie zum Beispiel der Aufzugssensorik-Komponenten-Hersteller Cedes in der Schweiz, der auch für andere Komponentenhersteller Auftragstestreihen übernimmt: So war Cedes im Jahr 2007 für Hilti, einen Hersteller von Befestigungssystemen, zur Erforschung des Verhaltens und deren Verbesserung der Montageverankerungen für die Schienenhalter an den Schachtwänden tätig.

### Testanlagen unter Tage
Keine Aufzugstesttürme, jedoch ebenfalls Aufzugstestanlagen mit großen Förderhöhen sind solche, die in ehemaligen Schächten aufgelassener Minen eingerichtet werden. Eine derartige Anlage betreibt der Aufzugshersteller Kone in Lohja (Finnland) mit einer Tiefe von 333 Metern und erreicht damit eine größere Förderhöhe als mit dem höchsten Testturm.

## Listen von Aufzugstestanlagen weltweit

### Liste von Testtürmen
| Testturm                                                       | Stadt             | Land                | Betreiber                                                                   | Höhe     | Tiefe unter Niveau | Stockwerke | Haltestellen | Baujahr (Inbetriebnahme) | Betrieb | Bemerkung |
| -------------------------------------------------------------- | ----------------- | ------------------- | --------------------------------------------------------------------------- | -------- | ------------------ | ---------- | ------------ | ------------------------ | ------- | --- |
| thyssenkrupp Testturm (China)                                  | Zhongshan City    | Volksrepublik China | TK Elevator                                                                 | 248 m    |                    |            |              | 2018                     | ja      | |
| TK-Elevator-Testturm                                           | Rottweil          | Deutschland         | TK Elevator                                                                 | 246 m    | 30 m               | 31         |              | 2016                     | ja      | Höchste Besucherplattform Deutschlands auf 232 m |
| G1Tower                                                        | Hitachinaka       | Japan               | Hitachi                                                                     | 213,5 m  | 15 m               | 9          | 10           | Apr. 2004                | ja      | Schnellster Aufzug mit 1.080 m/min (18 m/s) ex aequo |
| Hyundai ‚Asan‘ Tower                                           | Icheon (Gyeonggi) | Südkorea            | Hyundai Elevator                                                            | 205 m    |                    |            |              |                          | ja      | Schnellster Aufzug ab 09/2009 mit 1.080 m/min (18 m/s) ex aequo                                                                                             |
| Mitsubishi ‚Solaé‘ Test Tower                                  | Inazawa           | Japan               | Mitsubishi                                                                  | 173 m    | 27 m               | 40         |              | 25. Jan. 2008            | ja      | 40 Stockwerke äquivalent |
| Bisher unbenannt                                               | Shanghai          | China               | Hitachi                                                                     | 172 m    |                    |            |              | 2010                     | nein    | |
| Nippon-OTIS Shibayama Test Tower                               | Shibayama         | Japan               | Otis                                                                        | 154 m    | 27 m               | 39         | 45           | Feb. 1998                | ja      | 1998–2004 höchster Aufzugstestturm der Welt |
| Ursprünglich: Express Lift Tower. Nunmehr: National Lift Tower | Northampton       | Großbritannien      | Ursprünglich: Express Lift Company / Otis. Nunmehr: The National Lift Tower | 127,45 m |                    |            |              | 12. Nov. 1982 Sep. 2009  | ja      | 1982 eröffnet von Elisabeth II.; Januar 1997 nach Eigentümerwechsel außer Betrieb gesetzt; Ende September 2010 nach Renovierung wieder in Betrieb genommen. |
| OTIS Bristol Research Center                                   | Bristol           | USA                 | Otis                                                                        | 117 m    |                    | 29         |              | Mai 1987                 | ja      | 29 Stockwerke äquivalent |
| Basarab Tower                                                  | Bukarest          | Rumänien            | IFMA Ascensorul                                                             | 114 m    |                    | 23         |              | 1988                     | ja      | 23 Stockwerke äquivalent |
| CEDES Testturm                                                 | Igis              | Schweiz             | Cedes (Elevators und Doors & Gates)                                         | 60 m     |                    |            |              | 2006                     | ja      | |

### Liste von Testanlagen unter Tage
| Testanlage                          | Stadt | Land     | Betreiber | Tiefe | Baujahr (Inbetriebnahme) | Betrieb | Bemerkung                                     |
| ----------------------------------- | ----- | -------- | --------- | ----- | ------------------------ | ------- | --------------------------------------------- |
| KONE’s Tytyri Elevator R & D center | Lohja | Finnland | Kone      | 333 m | 2006                     | ja      | Tests mit Aufzugsgeschwindigkeiten bis 17 m/s |